# Von-Neumann-Spur
Die Von-Neumann-Spur ist ein Begriff aus der Mathematik, der insbesondere bei der Berechnung von L2-Betti-Zahlen Verwendung findet.

## Definition
Für eine abzählbare Gruppe {\displaystyle \Gamma } mit Gruppen-Von-Neumann-Algebra {\displaystyle N\Gamma \subset B(l^{2}\Gamma )} definiert man die Von-Neumann-Spur
{\displaystyle tr_{\Gamma }\colon N\Gamma \to \mathbb {C} }
durch
{\displaystyle tr_{\Gamma }(a)=\langle e,a(e)\rangle },
wobei {\displaystyle e=1\cdot e_{\Gamma }\in \mathbb {C} \Gamma \subset l^{2}\Gamma } das neutrale Element und {\displaystyle \langle .,.\rangle } das Skalarprodukt auf dem Hilbert-Modul {\displaystyle l^{2}\Gamma } ist.

## Eigenschaften
- Für alle {\displaystyle a,b\in N\Gamma } ist {\displaystyle tr_{\Gamma }(ab)=tr_{\Gamma }(ba)}.
- Für {\displaystyle a\in N\Gamma } und den adjungierten Operator {\displaystyle a^{*}} gilt: {\displaystyle tr_{\Gamma }(aa^{*})=0\Longleftrightarrow a=0}.
- Wenn {\displaystyle \langle x,a(x)\rangle \geq 0} für alle {\displaystyle x\in l^{2}\Gamma }, dann ist {\displaystyle tr_{\Gamma }(a)\geq 0}.

## Beispiele
- Für eine endliche Gruppe {\displaystyle \Gamma } ist {\displaystyle N\Gamma =\mathbb {C} \Gamma } und {\displaystyle tr_{\Gamma }(\sum _{g\in \Gamma }a_{g}\cdot g)=a_{e}}.
- Für {\displaystyle \Gamma =\mathbb {Z} } ist {\displaystyle N\mathbb {Z} } via Fourier-Transformation isomorph zu {\displaystyle L^{\infty }(\left[-\pi ,\pi \right],\mathbb {C} )}, die Wirkung auf {\displaystyle l^{2}\Gamma \simeq L^{2}(\left[-\pi ,\pi \right],\mathbb {C} )} ist durch punktweise Multiplikation, und die Von-Neumann-Spur ist {\displaystyle tr_{\Gamma }(f)={\frac {1}{2\pi }}\int _{-\pi }^{\pi }fd\mu }.

## Fortsetzung auf Matrizen
Für eine Matrix {\displaystyle A\in Mat(n\times n,N\Gamma )} ist die Von-Neumann-Spur definiert durch
{\displaystyle tr_{\Gamma }(A)=\sum _{j=1}^{n}tr_{\Gamma }(A_{jj})}.